# Фонтанеле (Лече)
Фонтанеле (итал. Fontanelle) је насеље у Италији у округу Лече, региону Апулија.
Према процени из 2011. у насељу је живело 14 становника. Насеље се налази на надморској висини од 1 м.